# Eleccions legislatives daneses de 2001
Les eleccions legislatives daneses de 2001 se celebraren el 20 de novembre de 2001. Guanyà el partit Venstre (liberal), qui va formar coalició amb el Partit Popular Conservador i el Partit Popular Danès presidit per Anders Fogh Rasmussen.
| Partit                      | Líder                 | Vots           | %              | Escons         | +/-            |                |
| --------------------------- | --------------------- | -------------- | -------------- | -------------- | -------------- | -------------- |
| Venstre                     | Anders Fogh Rasmussen | 1,077,858      | 31.2           | 56             | +14            |                |
| Socialdemokratiet           | Poul Nyrup Rasmussen  | 1,003,023      | 29.1           | 52             | -11            |                |
| Dansk Folkeparti            | Pia Kjærsgaard        | 413,987        | 12             | 22             | +9             |                |
| Det Konservative Folkeparti | Bendt Bendtsen        | 312,770        | 9.1            | 16             | -              |                |
| Socialistisk Folkeparti     | Holger K. Nielsen     | 219,842        | 6.4            | 12             | -1             |                |
| Det Radikale Venstre        | Marianne Jelved       | 179,023        | 5.2            | 9              | +2             |                |
| Enhedslisten                |                       | 82,685         | 2.4            | 4              | -1             |                |
| Kristeligt Folkeparti       | Jann Sjursen          | 78,793         | 2.3            | 4              | -              |                |
| Centrum-Demokraterne        | Mimi Jakobsen         | 61,031         | 1.8            | 0              | -8             |                |
| Fremskridtspartiet          | Mogens Glistrup       | 19,340         | 0.6            | 0              | -4             |                |
| Altres partits              |                       | 1,016          | 0              | 0              | -              |                |
| Vots vàlids                 | Vots vàlids           | 3,998,957      | 3,998,957      | 3,998,957      | 3,998,957      | 3,998,957      |
| Vots                        | Vots                  | 3,484,957      | 3,484,957      | 3,484,957      | 3,484,957      | 3,484,957      |
| Participació                | Participació          | 87,1%          | 87,1%          | 87,1%          | 87,1%          | 87,1%          |
| Font                        | Font                  | Folketinget.dk | Folketinget.dk | Folketinget.dk | Folketinget.dk | Folketinget.dk |